# Коэффициент Браун-Бланке
Мера Браун-Бланке — бинарная мера сходства, предложенная Жозиасом Браун-Бланке в 1928 году. Меру часто путают с несимметричными коэффициентами сходства. Для конечных множеств (множественная интерпретация) имеет следующий вид:
{\displaystyle K_{0,-{\mathcal {1}}}={\frac {n(A\cap B)}{\max[n(A),n(B)]}}=\min \left[{\frac {n(A\cap B)}{n(A)}},{\frac {n(A\cap B)}{n(B)}}\right]={\frac {2n(A\cap B)}{n(A)+n(B)+|n(A)-n(B)|}}.}
Данный коэффициент был получен Ж. Браун-Бланке случайно — он ошибочно записал коэффициент Жаккара в виде отношения числа общих видов к числу видов большей флоры. Однако в переизданной в 1951 году книге исправил свою ошибку, убрал приводимый пример расчёта коэффициента общности двух флор и привёл формулу коэффициента Сёренсена. Несмотря на всё это, ошибка проникла в книгу по экологии растений Х. И. Остина, а затем и в обзор по мерам сходства А. Читама и Дж. Хейзела.
Для случая дескриптивных множеств (дескриптивная интерпретация), в экологии это выборки по обилию, аналогом указанной меры является
{\displaystyle K_{0,-{\mathcal {1}}}={\frac {\sum _{i=1}^{r}\min(A_{i},B_{i})}{\max[\sum _{i=1}^{r}(A_{i}),\sum _{i=1}^{r}(B_{i})]}}.}
Если сравниваются объекты по встречаемости видов (вероятностная интерпретация), то есть учитываются вероятности встреч, то аналогом меры Браун-Бланке будет коэффициент совместимости событий следующего вида:
{\displaystyle K_{0,-{\mathcal {1}}}={\frac {P(A\cap B)}{\max[P(A),P(B)]}}.}
Для информационной аналитической интерпретации используется одна из мер взаимозависимости Белла. Мера использовалась в климатологии, систематике растений, информатике:
{\displaystyle K_{0,-{\mathcal {1}}}={\frac {I(A,B)}{\max[H(A),H(B)]}}.}